# Tyrophagus putrescentiae
Tyrophagus putrescentiae (Schrank, 1781) é uma espécie de ácaro com distribuição natural cosmopolita e ocorrência frequente sobre matéria orgânica rica em proteína, particularmente quando infestada por bolores. A sua associação com os bolores e outros fungos, preferência que partilha com a espécie próxima T. longior, mereceu-lhe a designação de ácaro do bolor. Na natureza, a espécie ocorre numa grande diversidade de habitats, incluindo os solos, os locais de acumulação de matéria orgânica em decomposição e ninhos e tocas de diversas espécies de aves e mamíferos, em particular quando esses biótopos sejam ricos em fungos. A espécie ocorre em produtos alimentares armazenados, em particular quando proteicos e ricos em gorduras, como cereais, queijos, carnes e produtos de salsicharia. Em condições ideais, com temperaturas superiores a 30 °C e humidade relativa do ar superior a 85 %, pode completar o seu ciclo de vida em menos de três semanas.